# Vogelfutter-Werkstatt

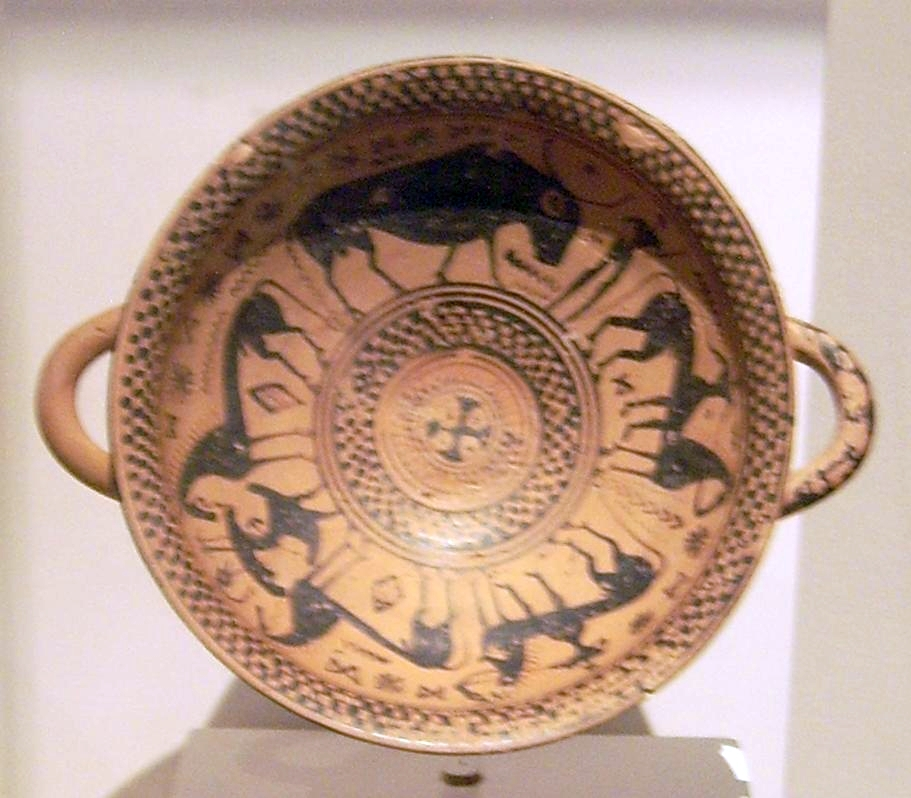
Skyphos des Vogelfutter-Malers, um 735/20 v. Chr.

Die Vogelfutter-Werkstatt (auch Vogelfutter-Gruppe) war eine Werkstatt attisch-spätgeometrischer Töpfer und Vasenmaler, deren Schaffenszeit in die Jahre 760 bis 700 v. Chr. datiert wird.
Da die Forschung die eher ungewöhnlichen Vasen der Vogelfutter-Werkstatt nicht in die klassische Tradition der attisch-geometrischen Vasen einordnen kann, steht diese Gruppe außerhalb dieser Ordnung. Ihren Notnamen erhielt die Werkstatt aufgrund ihrer besonderen Verzierung. Eine Reihe von Vögeln wird durch eine an den Füßen und eine weitere zwischen Schnabel und Rücken des Vordervogels verlaufende Punktkette („Vogelfutter“) verbunden. Weiterhin auffällig ist die Darstellung von Klageweibern in schleppenden Kleidern und mit bogenförmigen Armen. Hauptvertreter der Gruppe war der Vogelfutter-Maler.
In den Staatlichen Antikensammlungen in München befindet sich eine Kanne, die auf dem Hals einen Schiffbruch zeigt. Sie steht stilistisch den Werken der Vogelfutter-Werkstatt nahe.